# Adam Hauch
Adam Hauch, född 18 september 1836 i Sorø, död 26 december 1914, var en dansk skolledare.
Hauch som var son till författaren Carsten Hauch och Elisabeth Juel, blev student vid Metropolitanskolen 1854 och candidatus philologiae 1864. Han deltog i dansk-tyska kriget 1864, blev lärare vid Søkadetakademiet 1865 och vid Officerskolen 1868. Han inrättade en latin- och realskola 1872, vilken dock nedlades 1890 och han blev därefter överlärare vid Roskilde katedralskola 1892 och rektor där 1902.
Hauch är i Sverige känd för sin vänskap med Anne Charlotte Leffler.